# Andrei Enescu
Andrei Ștefan Enescu (sinh ngày 12 tháng 10 năm 1987) là một cầu thủ bóng đá người România thi đấu ở vị trí tiền vệ cho câu lạc bộ Liga I Poli Timișoara.